# ليف طبيعي
الألياف الطبيعية هي ألياف تنتجها النباتات أوالحيوانات والعملية الجيولوجية. ويمكن استخدامها كعنصر من مكونات المواد المركبة، حيث يؤثر اتجاه الألياف على الخصائص. ويمكن أيضًا تجميع الألياف الطبيعية وتلبيدها لتشكل صفائحًا أو أوراقًا أو اللباد المعروف.
أول دليل على استخدام البشر للألياف هو اكتشاف ألياف الصوف والكتان المصبوغة الموجودة في كهف ما قبل التاريخ في جمهورية جورجيا والذي يعود تاريخه إلى 36000 سنة مضت. يمكن استخدام الألياف الطبيعية في التطبيقات عالية التقنية، مثل الأجزاء من المواد المركبة في السيارات. وبالمقارنة مع المواد المركبة المقواة باستخدام الألياف الزجاجية، تتميز المواد المركبة المقواة بالألياف الطبيعية بالكثافة المنخفضة، والعزل الحراري الأفضل، وتقليل تهيج الجلد. إضافة إلى أنها مواد قابلة للتحلل طبيعيًا بواسطة البكتيريا بعد انتهاء عمرها الافتراضي على عكس الألياف الزجاجية.
تتميز الألياف الطبيعية بأنها ماصة جيدة للعرق، وتتوفر بقوامات متنوعة. فألياف القطن على سبيل المثال تستخدم لإنتاج أقمشة خفيفة الوزن، ناعمة الملمس ويمكن تصنيعها بأحجام وألوان مختلفة. وتفضل الملابس المصنوعة من الألياف الطبيعية غالبًا على الملابس المصنوعة من الألياف الاصطناعية للأشخاص الذين يعيشون في المناخات الحارة والرطبة.

## ألياف من مصدر نباتي
| النوع                 | الشرح |
| --------------------- | --- |
| ليف بذري [الإنجليزية] | ألياف تستخرج من بذور النباتات المختلفة |
| ليف ورقي              | ألياف تستخرج من أوراق النباتات، مثل الموز ، والأناناس ، إلخ. |
| ليف لحائي             | تجمع من الطبقات الخلوية الخارجية لساق النباتات. وتستخدم هذه الألياف لصناعة الخيوط، والأقمشة، والأغلفة، والورق. ومنها ألياف الكتان، والجوت، والجلجل، والقنب، والرامي، روطان، والمعترش |
| ليف فاكهي             | ألياف من الفاكهة، مثل ليف جوز الهند |
| ليف سويقي             | ألياف من سوق النباتات مثل قش القمح، وقش الرز، الخيزران، والقش عمومًا |

## ألياف من مصدر حيواني
تتكون الألياف ذات المصدر الحيواني عمومًا من بروتينات مثل الكولاجين والكيراتين والفيبرين؛ ومنها ألياف الحرير، والصوف، وأمعاء القطط، والأنغورة، والمخير، والألبكة.
- شعر الحيوانات (صوف أو شعر): ألياف أو صوف مأخوذ من الحيوانات أو الثدييات ذات الشعر. على سبيل المثال صوف الأغنام وشعر الماعز (كشمير ، موهير) ، شعر الألبكة ، شعر الخيل ، إلخ.
- ألياف الحرير: الألياف التي تفرزها الحشرات من غدد (الموجودة غالبًا بالقرب من الفم) أثناء تحضير الشرانق.
- ألياف الطيور: مثل الريش والزغب.

## الكايتين

البنية الكيميائية لسلاسل الكايتين

الكايتين هو ثاني أكثر البوليمرات الطبيعية وفرة في العالم بعد الكولاجين. وهو عديد سكاريد خطي.الكايتين شديد التبلور ويتكون عادة من سلاسل منظمة في صفائح β. ونظرًا لارتفاع نسبة التبلور والتركيب الكيميائي لها، فهي غير قابلة للذوبان في العديد من المذيبات. وهي ذات سمية منخفضة في الجسم وخاملة في الأمعاء. وللكايتين أيضًا خصائص مضادة للبكتيريا.
يشكل الكايتين بلورات تشكل لييفات تحاط بالبروتينات. يمكن لهذه اللييفات أن تتجمع لتكوين ألياف أكبر تساهم في البنية الهرمية للعديد من المواد الأحيائية. يمكن أن تشكل هذه اللييفات شبكات موجهة عشوائيًا تعطي المتانة الميكانيكية للمواد العضوية في المواد الحيوية المختلفة.
يوفر الكايتين الحماية والدعم الهيكلي للعديد من الكائنات الحية. وتشكل جدران خلايا الفطريات والخمائر، وأصداف الرخويات، والهياكل الخارجية للحشرات والمفصليات. وفي الأصداف والهياكل الخارجية ، تدخل ألياف الكايتين في تكوين بنيتها الهيكلية.
في الطبيعة، لا يوجد كايتين نقي. وبدلاً من ذلك، فهو موجود كبوليمر مشترك مع مشتق الكايتين منزوع الأسيتيل، الكايتوزان. عندما تزيد نسبة التركيب المأستل في تركيبة البوليمر المشترك عن 50% فإنها تكون كايتين. هذا البوليمر المشترك من الكايتين والكايتوزان هو بوليمر مشترك عشوائي أو كتلي.

## الكايتوزان

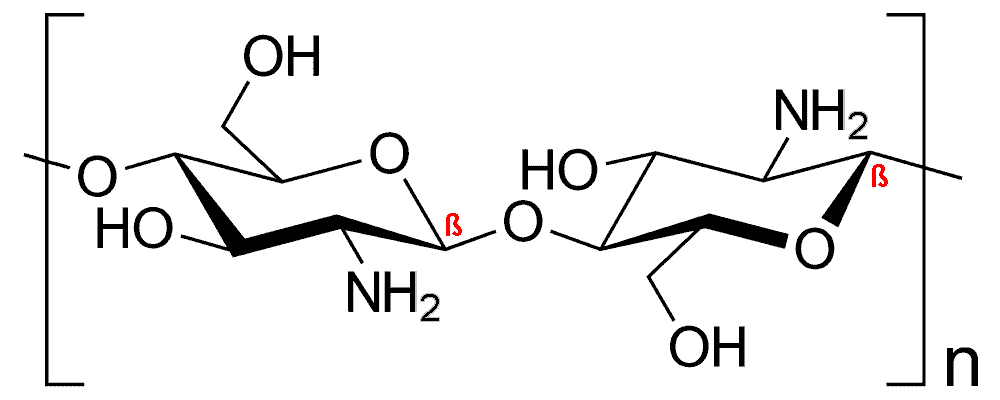
البنية الكيميائية لسلسلة الكايتوزان

الكايتوزان هو مشتق منزوع الأسيتيل من الكايتين. عندما تقل نسبة التركيب المأستل في البوليمر المشترك عن 50% يكون كايتوزان. الكايتوزان هو بوليمر شبه بلوري لـ بيتا-(1-4)-أمينو-2-ديوكسي-د-جلوكوز. أحد الاختلافات بين الكايتين والكايتوزان هو أن الأخير قابل للذوبان في المحاليل المائية الحمضية. الكايتوزان أسهل في المعالجة من الكايتين، لكنه أقل استقرارًا لأنه أكثر حبًا للماء وحساس لدرجة الحموضة. ونظرًا لسهولة معالجته، يُستخدم الكايتوزان في التطبيقات الطبية الحيوية.

## الكولاجين
الكولاجين هو بروتين هيكلي، وغالبًا ما يشار إليه باسم «صلب المواد الحيوية». هناك أنواع متعددة من الكولاجين: النوع الأول (يشمل الجلد والأوتار والأربطة والأوعية الدموية والأعضاء، وكذلك الأسنان والعظام)؛ النوع الثاني مكون الغضروف؛ النوع الثالث ويوجد غالبًا في ألياف الشبكية ؛ وأنواع أخرى. يحتوي الكولاجين على بنية هرمية تشكل البنى اللولبية واللييفات والألياف.

## الكيراتين
الكيراتين هو بروتين هيكلي ومكون موجود للمواد الصلبة في العديد من الفقاريات. وله شكلان ألفا كيراتين، وبيتا كيراتين، الموجودان في فئات مختلفة من الحبليات. يصطلح في تسمية الكيراتين بحسب هيكل البروتين: ألفا كيراتين حلزوني، وبيتا كيراتين صفائحي. يوجد ألفا كيراتين في شعر الثدييات والجلد والأظافر والقرون والريش، في حين أنه يمكن العثور على بيتا كيراتين في أنواع الطيور وحراشف الزواحف والريش والمناقير. إن التركيبين المختلفين للكيراتين لهما خواص ميكانيكية متباينة، كما يظهر في تطبيقاتهما المتباينة. فالمحاذاة النسبية للييفات الكيراتين لها تأثير كبير على الخواص الميكانيكية. في شعر الإنسان تكون محاذاة شعيرات ألفا كيراتين عالية مما يعطي متانة شد تبلغ حوالي 200 ميغا باسكال. هذه المتانة أعلى مما تبديه أظافر الإنسان (20 ميغا باسكال)، لأن شعيرات الكيراتين في شعر الإنسان تكون أكثر محاذاة.

## التطبيقات

### الاستخدام الصناعي
أربعة ألياف حيوانية لها أهمية صناعية وهي الصوف، والحرير، وشعر الإبل، والأنغورة بالإضافة إلى أربعة ألياف نباتية وهي القطن، والكتان، والقنب، والجوت.

### المواد المركبة من الألياف الطبيعية
تُستخدم الألياف الطبيعية في المواد المركبة إضافة إلى الألياف الاصطناعية أو الزجاجية. تسمى هذه المواد المركبة بالمواد المركبات الحيوية، وهي تستخدم الألياف الطبيعية في مادة الأساس. وأول استخدام للألياف في المواد المركبة كان لألياف السيليولوز المستخدمة مع الفينولات في عام 1908. وتستخدم هذه المواد المركبة أيضا في التطبيقات التي تتطلب امتصاصًا مهمًا للطاقة، مثل العزل، وألواح امتصاص الضوضاء، والمناطق القابلة للصدم في السيارات.
يمكن أن يكون للألياف الطبيعية مزايا مختلفة عن ألياف التقوية الاصطناعية. وأبرزها أنها قابلة للتحلل البيولوجي ومتجددة. بالإضافة إلى ذلك، غالبًا ما يكون لها كثافات منخفضة وتكاليف معالجة أقل من المواد الاصطناعية. ومن مشاكل التصميم المتعلقة بالمواد المركبة التي تستخدم الألياف الطبيعية، المتانة الضعيفة (الألياف الطبيعية ليست بقوة الألياف الزجاجية مثلا) وصعوبة ربط الألياف والمادة الأساس، فالمادة المقوية التي تكون عادة من بوليمر كاره للماء لا يلتصق بشكل جيد بالألياف الطبيعية المحبة للماء.